# إيفان زيليتش
إيفان زيليتش (بالإنجليزية: Ivan Zelic) هو لاعب كرة قدم أسترالي في مركز الدفاع، ولد في 24 فبراير 1978 في كانبرا في أستراليا. شارك مع منتخب أستراليا تحت 20 سنة لكرة القدم ومنتخب أستراليا تحت 23 سنة لكرة القدم. أما مع النوادي، فقد لعب مع أديلايد سيتي وجوهور دار التعظيم ونادي بلاكتاون سيتي ونادي سيدني أوليمبيك ونادي سيدني يونايتد 58.

## وصلات خارجية
- إيفان زيليتش على موقع الاتحاد الدولي (مؤرشف)  (الإنجليزية)
- إيفان زيليتش على موقع عالم كرة القدم.نت (الإنجليزية)
- إيفان زيليتش على موقع IMDb (الإنجليزية)
- إيفان زيليتش على موقع قاعدة بيانات الفيلم (الإنجليزية)